# Џорџ Гордон Мид
Џорџ Гордон Мид (енгл. George Gordon Meade; Кадиз, 31. децембар 1815 – 6. новембра 1872) је био амерички генерал, учесник Америчког грађанског рата.

## Биографија
У Америчком грађанском рату учествује на страни Севера у чијој армији командује добровољачком бригадом у бици код Антитама од 17. септембра 1862. године. У бици код Фредриксбурга је командовао дивизијом, а у бици код Чанселорсвила 5. корпусом. Постављен је 28. јуна 1863. године за команданта армије Севера на Потомаку. Постигао је значајну победу код Гетизбурга (1-3. јул).